# Stora Hoplaxviken
Stora Hoplaxviken (finska: Iso Huopalahti) är en havsvik på kommungränsen mellan Helsingfors och Esbo i Finland. Den är i förbindelse med havet via Bredviken i söder. Vikens nuvarande form är rätt rund och den är cirka en kilometer bred och lång. Stora Hoplaxviken skiljs av från Bredviken av holmen Tarvo och Åboledens vägbank. Under vägbanken finns numera en smal vattenled, medan det tidigare fanns två sund på varsin sida om Tarvo. Motorvägens bro och pontonbroarna till Tarvo (Västra och Östra Tarvobron) är så låga att man inte kan ta sig med båt till viken. Rutiån och Monikkobäcken mynnar ut i Stora Hoplaxviken. 
I början av 1900-talet var Stora Hoplaxviken mycket större än idag och sträckte sig nästan ända till Kustbanan och Åbovägen. Den norra delen höll redan då på att bli grund och bli en våtmark. Den var ett av de bästa fågelområdena i huvudstadsregionen. På 1960-talet fylldes 27 hektar av vikens norra del igen och en avstjälpningsplats grundades på utfyllnaden. Den var i bruk 1963-1980. Av det avfall och de jordmassor som lagts ovanpå avfallet bildades en hög backe, Talitoppen, som planterats med skog. Backen ligger mellan Rutiån och Monikkobäcken på kommungränsen. 
Vid Stora Hoplaxvikens strand finns stadsbebyggelse endast i Talistanden. I övrigt är stränderna obebyggda och den västra stranden är dessutom sank. På de omfattande rekreationsområdena omkring viken finns bland annat Tali golfbana och Vermo travbana. 
Namnet Hoplax har ursprungligen haft formen Haapalaksi. Det finska ordet lahti (vik) var tidigare laksi och haapa betyder asp, alltså "aspviken". Då området i huvudsak befolkats av svenskspråkiga invånare blev namnformen Hoplax, som senare lånades tillbaka till finskan i formen Huopalahti ("filtviken"). Närmare Helsingfors ligger också Lilla Hoplaxviken och området har tidigare bildat Hoplax kommun, som gett namn åt Hoplax järnvägsstation. 